# 张恩华
张恩华（1973年4月28日—2021年4月29日），男，辽宁大连人，中国前足球运动员。前大连实德队和中国国家队队长。

## 生平

### 职业生涯
张恩华的职业生涯大部分时间是在大连实德以及前身大连万达队度过的，是大连实德队主力后卫，是大连夺得联赛「七冠王」和多次杯赛冠军的主要功臣之一。此后还相继短暂效力过英格兰格林斯比，天津康师傅和南华。
2000年11月至2001年4月张恩华被租借到英甲（当时第二级联赛）格林斯比队，以出色的头球和极佳的身体素质在有限的出场中赢得了队友、教练和球迷的认可。
2006年，张恩华南下香港加盟南華，被南華領隊梁守志批評在倒數第二場聯賽故意領紅牌，令自己在最後一場聯賽停賽，避免背負球隊降班之名。

### 国家队
1996年入选国家队，为戚务生,米卢蒂诺维奇带领的中国男子足球队, 是征战法国世界杯和2002年韩日世界杯的中国队成员。

### 退役後
在南華降级后宣布退役，此後张恩华经常在中国队比赛中担任解说嘉宾。
2012年，张恩华加盟西甲比利亚雷亚尔教练组，主要在梯队担任助理教练的角色。在此之前张恩华赴欧洲学习教练课程前后已有两年半时间。此前他已在德国考取了B级教练证书，随后又到英国、法国、比利时等国俱乐部体验欧洲球队的训练。
对于在比利亚雷亚尔做教练的原因，张恩华曾坦言：“我希望学习西班牙足球战术和培训体系。”在西甲，助理教练也会不断升级，2013年他在比利亚雷亚尔C队做助教，2015年，张恩华又上到了B队。
原本，中国球迷期待着张恩华能够出现在比利亚雷亚尔一线队的教练席上，但最终，这个愿望没有实现。
2016年12月12日，张恩华擔任深圳佳兆业领队兼中方教练。

### 去世
2021年4月28日，张恩华舉辦48周岁生日宴会，並邀請好友參加。次日，张恩华因心梗于深圳去世。

## 个人荣誉
- 1994年、1996年、1997年、1998年代表大连万达俱乐部夺得甲A联赛冠军
- 2000年、2001年、2002年代表大连实德俱乐部夺得甲A联赛冠军
- 1997年代表大连万达俱乐部夺得超霸杯冠军
- 2000年、2002年大连实德俱乐部夺得超霸杯冠军
- 1998年代表大连万达俱乐部获得亚洲俱乐部杯亚军
- 1998年2月，入选由中国足协、足球世界和欣格制衣有限公司评选的1997年中国足球最佳阵容[3]。
- 1998年4月，获第17届亚洲冠军俱乐部杯决赛最有价值球员称号。
- 2000年3月，当选中国足球金球奖。
- 2000年3月，入选1999年度中国男子足球最佳阵容[4]。